# Stenocaris minuta
Stenocaris minuta är en kräftdjursart som beskrevs av Nicholls 1935. Stenocaris minuta ingår i släktet Stenocaris och familjen Canthocamptidae. Arten är reproducerande i Sverige. Inga underarter finns listade i Catalogue of Life.